# Henk van Kessel
Henk van Kessel (Mill, 25 juni 1946) is een Nederlandse voormalig motorcoureur, die vooral actief was in de lichtere klassen, 50 en 125 cc. Zijn beste seizoen was dat van 1974, toen hij wereldkampioen werd in de 50cc-klasse en als vijfde eindigde in de 125cc-klasse. In 1976 kreeg hij de hoogste onderscheiding van de Koninklijke Nederlandse Motorrijders Vereniging, de Hans de Beaufort-beker.

## Persoonlijk leven
Henk van Kessel is de zoon van een rijwiel- en bromfietshandelaar uit Mill. Hij begon zijn sportcarrière als veldrijder. Toen hij veertien jaar was kreeg hij zijn eerste bromfiets, die tot wegracer ombouwde, maar pas in 1967, toen hij negentien was, begon hij serieus te racen bij de Nederlandse Motorsport Bond. Voor hij professioneel coureur werd werkte hij bij de Nederlandse Radiateuren Fabriek in Mill. Hij trouwde met Sjanny en kreeg twee dochters: Wendy en Kim. Zijn hobby's waren aanvankelijk jazzmuziek, biljarten en tafeltennis. In de jaren tachtig deed hij aan volleybal, tennis en dammen. Na zijn actieve carrière nam hij nog vaak deel aan classic races en demo's en hij opende aan huis een klein museum met motorfietsen, prijzen en andere herinneringen.

## Racecarrière
Toen hij in 1967 begon te racen bij de NMB, deed hij dat op een oude Kreidler die van Jacky Ickx was geweest. Zijn eerste wedstrijd vond plaats in Reusel op 2 april 1967 en Van Kessel finishte als vierde. Hij werd in zijn debuutjaar 50cc-kampioen van de NMB. In 1968 won hij enkele wedstrijden met een door Herman Meijer gebouwde Hemeyla.

### MSC Aldendriel
Vanaf het begin van zijn carrière kreeg Henk van Kessel steun van zijn supportersclub en de Stichting Motorsport Mill. Uiteindelijk werden deze organisaties samengevoegd tot "MSC Aldendriel", naar het nabijgelegen Kasteel Aldendriel. Deze vereniging zamelde sponsorgeld in via de verkoop van foto's, stickers en T-shirts, loterijen, kienavonden en filmavonden. Leden bouwden een vermogenstestbank. Begin jaren zeventig kon Henk alle kosten bij MSC Aldendriel declareren en ook de bouw van de Condor werd door de club gefinancierd. In 1977 kwam het tot een breuk omdat de vereniging dacht dat Van Kessel zijn materiaal wilde verkopen en beslag liet leggen op zijn bezittingen. Desondanks bleef van Kessel zijn supportersclub altijd dankbaar.

### (AGV) Condor
In 1974 kocht Henk van Kessel een motorblok dat door Jos Schurgers was ontwikkeld en dat de naam "Bridgestone" droeg. Monteur Hub van Kessel lepelde het blok in een Yamaha-frame, maar gedurende het seizoen bleek het zo onbetrouwbaar dat een nieuw blok werd ontwikkeld. Het resulteerde in 1975 in de AGV Condor. De naam "Condor" kwam van de supportersclub, AGV van de Amstelveense importeur van de AGV-helmen. Die naam werd door de pers steeds aangehouden, omdat de "AGV"-sticker onder de blanke lak van de tank zat en nooit verwijderd werd, hoewel de sponsoring al snel stopte. Aanvankelijk moest Van Kessel tot de Condor raceklaar was nog een tijdje met zijn Bridgestone-Yamaha rijden, maar uiteindelijk diende de Condor hem tot het seizoen 1980, waarna hij overstapte op de EGA van Jan Eggens.

### Nationale titels
In het voorjaar van 1969 stapte hij over naar de KNMV, waar hij zijn eerste race in Rockanje met een halve ronde voorsprong won. In 1970 kreeg hij een internationaal startbewijs voor de 50cc-klasse. In 1972 kreeg hij via Hub van Kessel (geen familie) de beschikking over een 125cc-Yamaha, waarmee hij kampioen bij de "nationalen" werd. In 1973 werd hij bij de "internationalen" Nederlands kampioen 50 cc en in 1974 met de Van Veen-Kreidler werd hij opnieuw kampioen 50 cc, maar met de Bridgestone-motor die door Hub van Kessel in het Yamaha-frame was gemonteerd werd hij ook Nederlands 125cc-kampioen. Ook in 1975 en 1976 werd hij kampioen 125 cc en in 1982 lukte dat nog eens met een MBA. Daarna stopte hij met het rijden van nationale wedstrijden, omdat de baten niet opwogen tegen de kosten.

### Wereldsnelheidsrecord
Op maandag 5 september 1977 verbeterde Henk van Kessel met de door Piet Plompen ontworpen NGK-Kreidler Black Arrow het 50cc-wereldsnelheidsrecord dat het fabrieksteam van Kreidler in 1965 op de Bonneville-zoutvlakte in Utah had opgesteld. Van Kessel deed dat op nog niet in gebruik genomen Rijksweg 50 tussen Apeldoorn en Zwolle. Voor dit record waren twee runs nodig: tegen de wind en met de wind mee. Het gemiddelde werd uitgerekend en het oude record stond op 210 km/uur. Van Kessel reed een testrit met de stroomlijnkuip open waarbij hij ruim 200 km/uur haalde. Hij probeerde het met de kuip dicht tegen de wind in nog eens en haalde 213,4 km/uur. Eigenlijk had men besloten het bij die test te laten en de tv-ploeg van de AVRO ging naar huis. Van Kessel reed toch de tweede rit met de wind mee en haalde 220,8 km/uur. Het gemiddelde was 217 km/uur en daarmee was het record al gebroken. Om de AVRO te plezieren werd op dinsdag 6 september een tweede poging gedaan. Tegen de wind werd nu 214,6 km/uur gehaald, met de wind mee 228,5 km/uur, waardoor een nieuw record van 221,586 km/uur gemiddeld was gehaald. Bovendien was de absolute topsnelheid ook verbeterd: Kreidler 225 km/uur, NGK 228,5 km/uur.

### Wereldkampioenschap
Van 1971 tot en met 1986 nam Henk van Kessel deel aan het wereldkampioenschap wegrace. Het leverde hem in het seizoen 1974 de 50cc-wereldtitel op.

#### 1971
In het seizoen 1971 gebruikte Henk zijn internationale startbewijs om deel te nemen aan de Zweedse Grand Prix in Anderstorp, maar hij scoorde nog geen punten.

#### 1972
Tijdens de Asser TT van 1972 viel hij al vroeg in de race uit, maar in de Grand Prix van Zweden scoorde hij zijn eerste WK-punt.

#### 1973
In het seizoen 1973 kwam Henk van Kessel zowel in de 50cc- als de 125cc-klasse aan de start. In de 50cc-klasse (Kreidler) stond hij twee maal op het podium, in de 125cc-klasse (Yamaha) scoorde hij slechts drie punten.
50 cc
Het seizoen 1973 begon goed met de GP van Duitsland. De grootste kanshebbers Jan de Vries, Bruno Kneubühler en Ulrich Graf vielen met hun Kreidlers uit. Theo Timmer startte met zijn Jamathi slechts om het startgeld te vangen, want hij had in de trainingen al vijf vastlopers gehad en Jan Thiel en Martin Mijwaart waren naar huis om nieuwe cilinders te maken. Het Jamathi-team was gereduceerd tot Theo, zijn verloofde en een monteur. Theo won echter en Henk van Kessel werd 23 seconden later tweede. In Monza, Assen en Spa-Francorchamps werden geen punten gescoord, maar in de Grand Prix van Zweden werd Henk zesde. In de GP van Spanje reed Henk even aan de leiding, maar hij werd uiteindelijk derde achter de Van Veen-Kreidlers van De Vries en Kneubühler. Hij sloot het seizoen af als vijfde in de eindstand.
125 cc
Met een Yamaha werd hij in de TT van Assen tiende, in de Belgische GP negende en in de GP van Zweden twaalfde. Hij sloot het seizoen af als 36e in de eindstand.
| Henk van Kessel op de Van Veen-Kreidler in 1974. Op de achtergrond (rechts) voormalig wereldkampioen Jan de Vries.                                          |
| Op de Yamaha TZ 250 op Zandvoort in 1976 |
| Na zijn carrière nam Van Kessel nog vaak deel aan classic races, zoals hier tijdens de Centennial Classic TT in Assen in 2010 met de 50cc-Van Veen-Kreidler |

#### 1974
In het seizoen 1974 kreeg hij de beschikking over de snelle Van Veen-Kreidler van de inmiddels gestopte Jan de Vries, die wel nog technische ondersteuning bood. Voor de 125cc-klasse nam hij een door Jos Schurgers ontwikkelde Bridgestone-motor over die door Hub van Kessel in een Yamaha-frame werd gemonteerd. Na enkele races werd dit motorblok echter al vervangen door een eigen motorblok. Tijdens de Duitse Grand Prix kwam het tot een rijdersstaking na het dodelijke ongeval van Bill Henderson tijdens de trainingen. Van Kessel was solidair en startte ook niet. Zweden en Joegoslavië waren zijn beste GP's: hij stond in beide klassen op het podium.
50 cc
In de GP van Frankrijk stond Van Kessel op poleposition. Hij startte slecht, maar reed de snelste ronde en won de race alsnog. Tijdens de GP des Nations in Imola verbeterde Henk het ronderecord en hij won de 50cc-race zonder problemen met ¾ minuut voorsprong op Jan Bruins (Jamathi). Tijdens de TT van Assen miste Van Kessel's Kreidler in de race wat vermogen, waardoor hij tweede werd achter Herbert Rittberger. Tijdens de GP van België was hij in gevecht met Gerhard Thurow. Van Kessel kreeg geen sein dat de laatste ronde was aangebroken en liet Thurow te ver weglopen, waardoor die won. Van Kessel won de Zweedse Grand Prix. Na zijn derde plaats in Zweden won Julien van Zeebroeck de 50cc-race in Finland. Van Zeebroeck startte als snelste, samen met Herbert Rittberger, Ulrich Graf en Hans-Jürgen Hummel. Henk van Kessel had intussen de nodige tegenwerking van de officials gehad. Eerst werd Jan de Vries niet tot het startveld toegelaten om hem te helpen, waardoor monteur Hub van Kessel zowel de machine van Henk als die van Julien van Zeebroeck moest verzorgen. In de bui vlak voor de start werd een verkeerde bougie gemonteerd en tot overmaat van ramp kreeg Henk zijn natte handschoenen niet snel genoeg aan. De starter wenste echter geen seconde te wachten en stuurde het veld weg, met Henk van Kessel helemaal achteraan. Gelukkig voor hem was ook zijn concurrent Gerhard Thurow slecht weg. Van Kessel viel al in de eerste ronde en scoorde geen punten. In de 50cc-race van de GP van Tsjecho-Slowakije leidde Henk van Kessel de race van start tot finish, maar hij riskeerde diskwalificatie door met beide armen in de lucht over de finish te gaan. Niemand protesteerde echter en zo werd hij de nieuwe wereldkampioen in de 50cc-klasse. Van Kessel won ook de GP van Joegoslavië, nadat hij gepasseerd was door teamgenoot Van Zeebroeck, die viel echter en werd slechts negende. Van Kessel won ook de Spaanse GP.
125 cc
In de natte GP van Oostenrijk werd Van Kessel weliswaar door Kent Andersson en Ángel Nieto op een ronde gereden, maar hij werd toch nog vierde. In de GP des Nations lag hij op de tweede plaats toen het big-end lager van de Bridgestone stuk ging. In de Zweedse Grand Prix kon niemand thuisrijder Kent Andersson bedreigen. Henk van Kessel werd op de tweede plaats wel even bedreigd door Bruno Kneubühler, maar sloeg de aanval eenvoudig af door iets meer gas te geven. Hij sloot het seizoen af met een derde plaats in de GP van Joegoslavië.

#### 1975
In het seizoen 1975 moest Henk van Kessel weer als privérijder deelnemen. De Van Veen-Kreidlers waren verkocht aan Ángel Nieto en Julien van Zeebroeck. Hij was van plan om in de 125cc-klasse met de nieuwe, zelf ontwikkelde en gebouwde Condor te rijden, maar omdat het lang duurde om de machine raceklaar te maken reed hij het grootste deel van het seizoen nog met de Bridgestone-Yamaha. Af en toe nam hij ook aan GP's deel met de Yamaha TZ 250, maar hij bleef in de 250cc-klasse puntloos.
50 cc
Met zijn Kreidler-productieracer werd hij zesde in de GP de Nations en de Finse Grand Prix en tiende in de TT van Assen en de Joegoslavische Grand Prix. Hij werd twaalfde in de eindstand.
125 cc
In de GP van Spanje profiteerde Van Kessel van het feit dat Kent Andersson brandstof moest sparen en niet in de gaten had dat Van Kessel vlak achter hem zat. Zo werd Henk van Kessel derde, 0,3 seconde voor Andersson. In de Duitse GP werd hij vijfde. Ook in de GP des Nations had Van Kessel zijn derde plaats te danken aan pech van Andersson, die met een vastloper uitviel. In de Belgische GP kwam hij waarschijnlijk voor het eerst met zijn eigen Condor aan de start. Hij finishte als vierde. In de GP van Zweden werd hij er zevende mee. In de GP van Tsjecho-Slowakije lag hij zelfs even op kop, maar hij moest stoppen door een onwillige koppeling.
250 cc
Met de Yamaha TZ 250 finishte hij als zestiende in de GP des Nations en hij viel uit in de Finse Grand Prix.

#### 1976
In het seizoen 1976 startte hij in de 125- en de 250cc-klasse. Vooral met zijn zefbouw-Condor 125 scoorde hij verdienstelijke resultaten, waaronder drie podiumplaatsen.
125 cc
In de GP des Nations finishte Van Kessel als vierde. In de GP van Joegoslavië werd hij tweede, minder dan acht seconden achter Pier Paolo Bianchi (Morbidelli). Tijdens de TT van Assen lag hij ook even op de tweede plaats, maar zijn Condor miste vermogen en uiteindelijk viel hij uit door een losgeschoten aanzuigrubber van een carburateur. Tijdens de GP van België lag hij zelfs aan de leiding toen hetzelfde gebeurde. Tijdens de GP van Zweden waren Van Kessel en Leif Gustafsson met elkaar in gevecht en ze liepen in op Paolo Pileri, die derde lag. Van Kessel's Condor begon slechter te lopen en hij werd slechts vijfde. Het gevecht om de tweede plaats in de GP van Finland ging tussen twee zelfbouwers: Gert Bender met zijn GB Bender en Henk van Kessel met zijn Condor. Een achterblijver hinderde Van Kessel waardoor Bender tweede werd. In de GP van Duitsland moest Van Kessel opgeven omdat zijn machine op één cilinder liep, maar in de GP van Spanje werd hij derde, net voor Toni Mang (Morbidelli). Aan het einde van het seizoen was Henk van Kessel vierde.
250 cc
In de GP van Frankrijk wist Van Kessel zich niet te kwalificeren. Het gebeurde daar wel vaker dat toprijders niet door de kwalificatie kwamen. De organisatie nodigde 80 deelnemers uit, waardoor het tijdens de trainingen erg druk op de baan was. In de volgende races scoorde Van Kessel nauwelijk punten: een in de Finse Grand Prix en een in Spanje. Hij sloot het seizoen af als 34e. Kampioenschap gewonnen door Walter Villa en zijn Harley-Davidson.

#### 1977
Aan het begin van het seizoen 1977 brak Henk bij de races in het Gelderse Hengelo een pols, waardoor hij lange tijd niet kon rijden. Hij kwam sporadisch aan de start in de 125- en de 250cc-klasse, maar scoorde geen punten. Een van de oorzaken was dat MSC Aldendriel via een deurwaarder beslag op zijn bezittingen liet leggen omdat men dacht dat hij de - door de vereniging gefinancierde - Condor wilde verkopen.

#### 1978
In het seizoen 1978 reed Van Kessel weer meer nationale races omdat zijn nieuwe werkgever Sparta weer bromfietsen ging maken en de promotie in eigen land belangrijk was. In de WK-races kwam hij lang niet altijd aan de start en in de 125cc-klasse eindigde hij slechts als 29e.
50 cc
De door Piet Plompen ontwikkelde Sparta debuteerde in het WK tijdens de TT van Assen, maar Van Kessel finishte slechts als zestiende. De Duitse GP leverde een punt op, maar in de GP van Tsjecho-Slowakije werd Van Kessel derde, met bijna drie minuten achterstand op Ricardo Tormo, die zijn wereldtitel hier veilig stelde.
125 cc
Met de 125cc-Condor scoorde Henk van Kessel alleen twee punten in de TT van Assen.

#### 1979
50 cc
Nog steeds in dienst van Sparta verliep het seizoen 1979 ongeveer gelijk met het vorige. In de TT van Assen viel Van Kessel op de tweede plaats liggend uit door een defecte accu, maar hij won de Belgische Grand Prix, die door de toprijders geboycot werd vanwege het veel te gladde asfalt. Het was Van Kessels laatste overwinning in het WK. In de Franse Grand Prix eindigde hij als vierde.
125 cc
Net als in 1978 scoorde Van Kessel met de Condor zijn enige twee punten in Assen.

#### 1980
Sparta stopte in 1980, maar Van Kessel behield de 50cc-machine, die hij omdoopte tot "X-16". Hij reed zijn laatste seizoen met de zelfbouw-Condor. Nu hij weer minder in nationale races reed, kwam hij meer in het WK aan de start.
50 cc
In de GP des Nations finishte Henk van Kessel bijna op het podium, maar hij werd op de streep verslagen door Hans-Jürgen Hummel. In de GP van Spanje vocht hij met Stefan Dörflinger om de tweede plaats, maar dat moest hij opgeven omdat hij geen koppeling meer had en zijn versnellingsbak ook problemen begon te geven. Hij werd wel nog derde. Hij werd vijfde in de GP van Joegoslavië. Ook in de TT van Assen vocht Van Kessel mee in de kopgroep. Omdat hij dacht dat er een waterslang was losgeschoten zocht hij de pit op. Hij had zich vergist, maar de motor werd wel erg heet en hij finishte als negende. In de GP van België lag hij derde toen hij met een kokende motor moest opgeven. Hij sloot het seizoen af met de achtste plaats in de GP van Duitsland. In de eindstand werd hij vijfde.
125 cc
Met de 125cc-Condor scoorde hij acht punten: drie in Assen, twee in de Britse Grand Prix en drie in Duitsland. Hij sloot het seizoen als 19e af.

#### 1981
Henk van Kessel begon het seizoen 1981 met twee nieuwe motoren, maar hij zou er vier gebruiken. Voor de 125cc-klasse kreeg hij de door Jan Eggens gebouwde EGA en voor de 50cc-klasse gebruikte hij aanvankelijk een Kreidler-productieracer.
50 cc
Met zijn Kreidler vocht Van Kessel in de GP van Duitsland om de tweede plaats, maar hij viel stil door een vastloper. In de GP des Nations had hij de beste start, maar nu viel hij uit door een lekke band. In de Spaanse Grand Prix viel hij opnieuw uit door een lekke band terwijl hij aan de leiding lag. Tijdens de TT van Assen werd hij tweede, met een beetje geluk omdat Dörflinger viel. In de GP van België werd hij ook tweede, na een gevecht met Theo Timmer. Van Veen wilde in elk geval de constructeurstitel veilig stellen, nu duidelijk was dat Bultaco-rijder Ricardo Tormo wereldkampioen zou worden. Omdat Dörflinger niet deelnam kreeg Henk van Kessel van racedirecteur Hans Georg Anscheidt de beschikking over een Van Veen-Kreidler. Hij werd er in de GP van San Marino tweede mee. In de GP van Tsjecho-Slowakije werd hij slechts negentiende en in de eindstand werd hij achtste.
125 cc
In de GP van Oostenrijk werd hij met de EGA tiende met een ronde achterstand, maar in de Duitse Grand Prix werd hij zesde. In de GP des Nations viel hij ook uit en hij sloeg de Franse Grand Prix over om de problemen met de EGA eerst op te lossen. In Spanje waren de problemen nog niet opgelost en Van Kessel gebruikte een MBA, waarmee hij tiende werd. De MBA gebruikte hij ook in Joegoslavië, maar hij viel uit. Tijdens de TT van Assen beschikte hij weer over de EGA, maar hij werd er slechts veertiende mee. In San Marino was de EGA weer niet aanwezig, maar Eggens gaf geen toestemming om met de MBA te starten. Hij kwam in de 125cc-klasse niet meer aan de start en sloot het seizoen als 22e af.

#### 1982
In het seizoen 1982 reed Jan Eggens zijn EGA zelf en Henk van Kessel kwam in de 125cc-klasse uit met een MBA en in de 50cc-klasse met een Kreidler. Hoewel hij een vrij volledig seizoen reed, scoorde hij in totaal slechts twee punten: één in de 50- en één in de 125cc-klasse. Dat kwam mede doordat hij in de Belgische Grand Prix bij een val een sleutelbeen brak.

#### 1983
Ook het seizoen 1983 verliep moeizaam. Hij startte alleen in de 125cc-klasse, maar eindigde met twaalf punten als zeventiende in de eindstand.

#### 1984
Ook in het seizoen 1984 startte hij alleen met de 125cc-MBA. Hij scoorde opnieuw weinig punten, maar was wel zeer succesvol in de enige 80cc-race die hij reed. Voor de GP van Spanje werd hij door Jan Huberts gevraagd om de geschorste Willem Heykoop te vervangen op de HuVo-Casal. Hij werd achter stalgenoot Pier Paolo Bianchi tweede. Daardoor scoorde hij in één 80cc-race meer punten dan in acht 125cc-races.

#### 1985
Het was dan ook niet verwonderlijk dat hij in het seizoen 1985 werd opgenomen in het HuVo-team, naast Stefan Prein, Bernd Rossbach, Hans Spaan en Theo Timmer. Aanvankelijk verliep het seizoen moeizaam, maar in de Grand Prix van Frankrijk finishte hij als derde. Tijdens de GP van San Marino kreeg hij de beschikking over de snelle Krauser van de geblesseerde Bertus Grinwis. Hij leende zijn Huvo-Casal uit aan Paul Rimmelzwaan, wiens 80cc-Harmsen tijdens de training beschadigd was. Zowel Van Kessel als Rimmelzwaan vielen uit. Van Kessel sloot het seizoen als achtste af.

#### 1986
Het seizoen 1986 was het laatste voor Henk van Kessel. Hij reed een 80cc-Krauser, maar scoorde alleen punten in de GP van Duitsland en de ingelaste Preis von Baden-Württemberg op de Hockenheimring. Hij sloot het seizoen als zeventiende af.

### Wereldkampioenschap wegrace resultaten
(Races in vet zijn polepositions; races in cursief geven de snelste ronde aan, punten (tussen haakjes) zijn inclusief streepresultaten)
| Jaar | Klasse | Team     | Motorfiets         | 1       | 2       | 3       | 4       | 5       | 6       | 7       | 8       | 9       | 10      | 11      | 12      | 13      | 14      | Punten   | Plaats | Overwinningen |                                        | Wereldkampioen |
| ---- | ------ | -------- | ------------------ | ------- | ------- | ------- | ------- | ------- | ------- | ------- | ------- | ------- | ------- | ------- | ------- | ------- | ------- | -------- | ------ | ------------- | -------------------------------------- | -------------- |
| 1971 | 50 cc  | Privé    | Kreidler           | OOS -   | DUI -   |         | NED DNF | BEL -   | DDR -   | TSL -   | ZWE ?   |         |         | NAT -   | SPA -   |         |         | 0        | -      | 0             | Jan de Vries, Van Veen-Kreidler        |                |
| 1972 | 50 cc  | Privé    | Kreidler           | DUI -   |         |         | NAT -   |         | JOE -   | NED DNF | BEL -   | DDR -   |         | ZWE 10  |         | SPA -   |         | 1        | 36e    | 0             | Ángel Nieto, Derbi                     |                |
| 1973 | 50 cc  | Privé    | Kreidler           |         |         | DUI 2   | NAT DNF |         | JOE -   | NED DNF | BEL -   |         | ZWE 6   |         | SPA 3   |         |         | 27       | 5e     | 0             | Jan de Vries, Van Veen-Kreidler        |                |
| 1973 | 125 cc | Privé    | Yamaha TA 125      | FRA -   | OOS -   | DUI -   | NAT -   | IOM -   | JOE -   | NED 10  | BEL 9   | TSL -   | ZWE 12  | FIN -   | SPA -   |         |         | 3        | 36e    | 0             | Kent Andersson, Yamaha OW 15           |                |
| 1974 | 50 cc  | Van Veen | Van Veen-Kreidler  | FRA 1   | DUI -   |         | NAT 1   |         | NED 2   | BEL 2   | ZWE 1   | FIN DNF | TSL 1   | JOE 1   | SPA 1   |         |         | 90 (114) | 1e     | 6             | Henk van Kessel, Van Veen-Kreidler     |                |
| 1974 | 125 cc | Privé    | Bridgestone-Yamaha | FRA -   | DUI -   | OOS 4   | NAT DNF |         | NED DNF | BEL -   | ZWE 2   |         | TSL DNF | JOE 3   | SPA -   |         |         | 30       | 5e     | 0             | Kent Andersson, Yamaha OW 15           |                |
| 1975 | 50 cc  | Privé    | Kreidler           |         | SPA -   |         | DUI -   | NAT 6   |         | NED 10  | BEL -   | ZWE DNF | FIN 6   |         | JOE 10  |         |         | 12       | 12e    | 0             | Ángel Nieto, Van Veen-Kreidler         |                |
| 1975 | 125 cc | Privé    | Bridgestone-Yamaha | FRA -   | SPA -   | OOS 3   | DUI 5   | NAT 3   |         | NED DNF |         |         |         |         |         |         |         | 38       | 7e     | 0             | Paolo Pileri, Morbidelli               |                |
| 1975 | 125 cc | Privé    | Condor             |         |         |         |         |         |         |         | BEL 4   | ZWE 7   |         | TSL DNF | JOE DNF |         |         | 38       | 7e     | 0             | Paolo Pileri, Morbidelli               |                |
| 1975 | 250 cc | Privé    | Yamaha TZ 250      | FRA -   | SPA -   |         | DUI -   | NAT 16  | IOM -   | NED -   | BEL -   | ZWE -   | FIN DNF | TSL -   | JOE -   |         |         | 0        | -      | 0             | Walter Villa, Harley-Davidson RR 250   |                |
| 1976 | 125 cc | Privé    | Condor             |         | OOS -   | NAT 4   | JOE 2   |         | NED DNF | BEL DNF | ZWE 5   | FIN 3   |         | DUI DNF | SPA 3   |         |         | 46       | 4e     | 0             | Pier Paolo Bianchi, Morbidelli         |                |
| 1976 | 250 cc | Privé    | Yamaha TZ 250      | FRA DNQ |         | NAT -   | JOE 12  | IOM -   | NED 16  | BEL 12  | ZWE 12  | FIN 10  | TSL -   | DUI 15  | SPA 10  |         |         | 2        | 34e    | 0             | Walter Villa, Harley-Davidson RR 250   |                |
| 1977 | 125 cc | Privé    | Condor             | VEN DNF | OOS -   | DUI -   | NAT -   | SPA -   | FRA -   | JOE -   | NED DNF | BEL -   | ZWE -   | FIN -   |         | GBR -   |         | 0        | -      | 0             | Pier Paolo Bianchi, Morbidelli         |                |
| 1977 | 250 cc | Privé    | Yamaha TZ 250      | VEN -   |         | DUI -   | NAT -   | SPA -   | FRA -   | JOE -   | NED DNQ | BEL 25  | ZWE -   | FIN -   | TSL -   | GBR -   |         | 0        | -      | 0             | Mario Lega, Yamaha TZ 250 / Morbidelli |                |
| 1978 | 50 cc  | Sparta   | NGK-Sparta         |         | SPA -   |         |         | NAT -   | NED 16  | BEL -   |         |         |         | DUI 10  | TSL 3   | JOE 12  |         | 11       | 12e    | 0             | Ricardo Tormo, Bultaco                 |                |
| 1978 | 125 cc | Privé    | Condor             | VEN -   | SPA -   | OOS -   | FRA -   | NAT -   | NED 9   | BEL -   | ZWE -   | FIN -   | GBR -   | DUI 11  |         | JOE 15  |         | 2        | 29e    | 0             | Eugenio Lazzarini, MBA                 |                |
| 1979 | 50 cc  | Sparta   | NGK-Sparta         |         |         | DUI DNF | NAT -   | SPA -   | JOE -   | NED DNF | BEL 1   |         |         |         |         | FRA 4   |         | 23       | 7e     | 1             | Eugenio Lazzarini, Van Veen-Kreidler   |                |
| 1979 | 125 cc | Privé    | Condor             | VEN -   | OOS -   | DUI DNF | NAT -   | SPA -   | JOE -   | NED 9   | BEL DNF | ZWE -   | FIN -   | GBR -   | TSL -   | FRA DNF |         | 2        | 36e    | 0             | Ángel Nieto, Minarelli                 |                |
| 1980 | 50 cc  | Privé    | Pentax-X-16        | NAT 4   | SPA 3   |         | JOE 5   | NED 7   | BEL DNF |         |         |         | DUI 8   |         |         |         |         | 31       | 5e     | 0             | Eugenio Lazzarini, Iprem-Kreidler      |                |
| 1980 | 125 cc | Privé    | Condor             | NAT DNF | SPA DNF | FRA 21  | JOE -   | NED 8   | BEL DNF | FIN -   | GBR 9   | TSL -   | DUI 8   |         |         |         |         | 8        | 19e    | 0             | Pier Paolo Bianchi, MBA                |                |
| 1981 | 50 cc  | Privé    | Kreidler           |         |         | DUI DNF | NAT DNF |         | SPA DNF | JOE DNF | NED 2   | BEL 2   |         |         |         |         |         | 28       | 8e     | 0             | Ricardo Tormo, Bultaco                 |                |
| 1981 | 50 cc  | Van Veen | Van Veen-Kreidler  |         |         |         |         |         |         |         |         |         | SMR 2   |         |         |         | TSL 19  | 28       | 8e     | 0             | Ricardo Tormo, Bultaco                 |                |
| 1981 | 125 cc | EGA      | EGA                | ARG -   | OOS 10  | DUI 6   | NAT DNF | FRA -   |         |         | NED 14  |         |         | GBR -   | FIN -   | ZWE -   |         | 7        | 22e    | 0             | Ángel Nieto, Minarelli                 |                |
| 1981 | 125 cc | Privé    | MBA                |         |         |         |         |         | SPA 10  | JOE DNF |         |         |         |         |         |         |         | 7        | 22e    | 0             | Ángel Nieto, Minarelli                 |                |
| 1982 | 50 cc  | Privé    | Kreidler           |         |         |         | SPA DNF | NAT 10  | NED DNF |         | JOE -   |         |         |         |         | SMR -   | DUI DNF | 1        | 21e    | 0             | Stefan Dörflinger, Krauser-Kreidler    |                |
| 1982 | 125 cc | Privé    | MBA                | ARG DNF | OOS DNF | FRA 13  | SPA 16  | NAT DNF | NED DNF | BEL DNF | JOE -   | GBR -   | ZWE DNF | FIN -   | TSL 10  |         |         | 1        | 28e    | 0             | Ángel Nieto, Garelli                   |                |
| 1983 | 125 cc | Privé    | MBA                |         | FRA DNF | NAT 19  | DUI 14  | SPA 9   | OOS 12  | JOE DNF | NED 14  | BEL 8   | GBR 8   | ZWE 11  | SMR 7   |         |         | 12       | 17e    | 0             | Ángel Nieto, Garelli                   |                |
| 1984 | 80 cc  | HuVo     | HuVo-Casal         |         | NAT -   | SPA 2   | OOS -   | DUI -   |         | JOE -   | NED -   | BEL -   |         |         | SMR -   |         |         | 12       | 11e    | 0             | Stefan Dörflinger, Krauser-LCR-Zündapp |                |
| 1984 | 125 cc | Privé    | MBA                |         | NAT DNF | SPA 13  |         | DUI DNF | FRA 10  |         | NED 8   |         | GBR DNF | ZWE DNF | SMR DNF |         |         | 4        | 19e    | 0             | Ángel Nieto, Garelli                   |                |
| 1985 | 80 cc  | HuVo     | HuVo-Casal         |         | SPA 10  | DUI DNF | NAT DNF |         | JOE 9   | NED 5   |         | FRA 3   |         |         |         |         |         | 18       | 8e     | 0             | Stefan Dörflinger, Krauser             |                |
| 1985 | 80 cc  | Privé    | Krauser            |         |         |         |         |         |         |         |         |         |         |         | SMR DNF |         |         | 18       | 8e     | 0             | Stefan Dörflinger, Krauser             |                |
| 1986 | 80 cc  | Privé    | Krauser            | SPA DNF | NAT DNF | DUI 8   | OOS 11  | JOE 12  | NED 11  |         |         | GBR DNF |         | SMR -   | BWü 9   |         |         | 5        | 17e    | 0             | Jorge Martínez, Ducados-Derbi          |                |

## Trivia

### Weinig trainen
Henk van Kessel was geen trainingsbeest, althans niet op de baan. Hij leerde nieuwe circuits snel kennen en als hij daarover tevreden was en de motor goed liep reed hij geen onnodige ronden.

### Veilig rijden
Behalve de polsbreuk in Hengelo in 1977 en de sleutelbeenbreuk in Spa-Francorchamps in 1982 raakte van Kessel nooit ernstig gewond. Hij had respect voor de mentaliteit van Jack Middelburg, maar niet voor zijn rijstijl: "Als je er zo vaak af lazert, zit er toch wel iets mis".

### Wereldtitel geen hoogtepunt
Zijn 50cc-wereldtitel van 1974 beschouwde van Kessel niet als het hoogtepunt van zijn carrière, vooral door de financiële kater die hij ervan overhield. Hij kreeg een envelop met 1.000 gulden, maar moest het doen zonder sponsoring. Het premiegeld van de sponsors ging allemaal naar Van Veen. Jan de Vries had in dienst van Van Veen het blok onderhouden, maar het rijwielgedeelte kwam voor rekening van Henk van Kessel. Het echte hoogtepunt was de overwinning in Rockanje in 1969.